# Friedrich B. Henkel

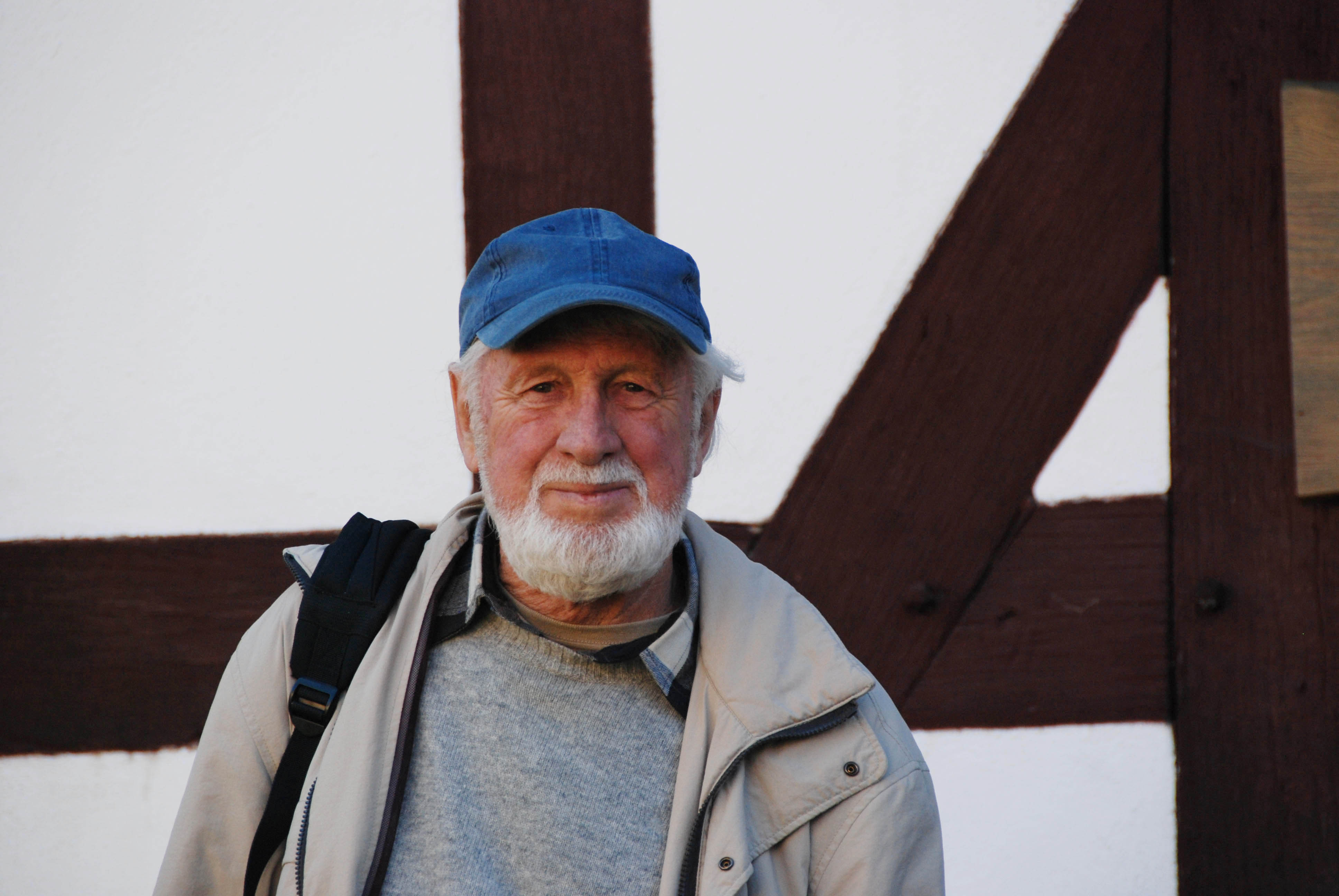
Friedrich B. Henkel, 2015

Friedrich Bernhard Henkel (* 26. Juli 1936 in Zella/Rhön) ist ein deutscher Bildhauer und Grafiker.

## Leben
Friedrich Henkel ist das einzige Kind des Ehepaars Karl und Maria Henkel. Der Vater arbeitete als Prokurist in einem der Holzschnitzerbetriebe der Rhön, die Mutter war Hausfrau. Nach der Grundschule im Heimatort absolvierte er ab 1950 eine zweijährige Holzbildhauerlehre bei seinem Großonkel, dem Bildhauer Nikolaus Gille in Kirstingshof/Rhön. Ein Jahr lang setzte Henkel seine Ausbildung an der Fachgrundschule für Holzbildhauer in Empfertshausen/Rhön fort, die er 1953 mit der Facharbeiterprüfung als Holzbildhauer abschloss. Er studierte von 1953 bis 1956 an der Fachschule für angewandte Kunst Leipzig in der Abteilung Plastik und von 1956 bis 1958 an der Kunsthochschule Berlin-Weißensee bei Theo Balden und Waldemar Grzimek, Abteilung Plastik. Wegen finanzieller Schwierigkeiten brach Henkel das Studium ab. Als Sohn eines Angestellten erhielt er nur ein reduziertes Stipendium.
Im Jahr 1958 heiratete er die Berliner Fotografin Dorothea Rudszeck (* 1937). Die beiden haben drei Kinder: einen 1958 geborenen Sohn und zwei Töchter, 1959 und 1964 geboren.
Von 1958 bis 1959 war Henkel Mitarbeiter im Atelier von Waldemar Grzimek, als Künstler trat er fortan unter seinem Namen Friedrich B. Henkel auf. In Berlin wohnte die Familie in der Wisbyer Straße 113 im damaligen Stadtbezirk Prenzlauer Berg.
Er arbeitete unter anderem mit an der Realisierung der Denkmal-Gruppe für das ehemalige KZ Sachsenhausen. In dieser Zeit lernte Henkel bei einem Besuch in Grzimeks Atelier die Bildhauer Richard Scheibe und Gerhard Marcks kennen. Mit Marcks ergab sich schnell ein Kontakt und ein langjähriger Briefwechsel. Marcks machte später auch Atelierbesuche bei Henkel in Berlin. Marcks ermutigte Henkel, unterstützte und beriet ihn. Der Briefwechsel wurde teilweise publiziert.
Von 1960 bis 1965 war Henkel als Architekt im Filmstudio Babelsberg beschäftigt. In der Freizeit entstanden selbst gewählte bildhauerische Werke. Mit diesen Arbeiten bewarb er sich an der Akademie der Künste in Berlin als Meisterschüler und wurde aufgenommen. 1966 begann das Meisterschülerstudium bei Fritz Cremer, das Henkel 1969 abschloss. 1969 folgte eine einjährige Assistenz an der Kunsthochschule Berlin-Weißensee, Abteilung Plastik. Ab 1970 war Henkel freischaffend als Bildhauer und Grafiker in Berlin tätig. Von 1975 bis 1994 verwirklichte er in einem großen Atelier in Berlin-Niederschönhausen verschiedene Projekte.
Von 1978 bis 1980 hatte Henkel einen Lehrauftrag an der Kunsthochschule Berlin-Weißensee, Abteilung Plastik. 1980 errichtete er sich in Biesenthal ein kleines Atelier. Seitdem arbeitet er dort im Sommer vor allem am Stein. Henkel war bis 1990 Mitglied des Verbands Bildender Künstler der DDR.
1992 erhielt Henkel ein Stipendium der Stiftung Kulturfonds der neuen Bundesländer. 2004 zog er von Berlin nach Bernau um, wo er seither lebt. Henkel ist gleichzeitig als Bildhauer, Zeichner und Grafiker tätig. Reisen führten ihn vor und nach der Wende in viele europäische und einige nordafrikanische Länder.

## Selbstreflexion
Friedrich B. Henkel schrieb 1995: „Bildhauer sein bedeutet: Widerstand leisten gegen das Material, das Flüchtige, die Tradition, die Dummheit. Der Bildhauer ist kein Träumer, kein Mystiker. Er ist Arbeiter, Handwerker, Formschöpfer, Verteidiger von Form und Raum. Mir geht es um die Verdichtung der Form, die – in der Wirklichkeit wurzelnd – ein autonomes Gebilde ist. Im glücklichen Fall entsteht im Werk eine Verschmelzung der Bilderfahrung zur Metapher.“

## Rezeption seiner Werke
Obwohl Henkel in der DDR erfolgreich arbeiten konnte, erfuhren seine konstruktivistischen abstrakten Figuren und Reliefs wenig staatliche Anerkennung. Sammler schätzten seine Werke dagegen sehr und ordneten sie dem klassischen Darstellungsstil zu, sie galten als zeitlos modern. Überwiegend arbeitete Friedrich B. Henkel seine Skulpturen aus Stein wie Marmor, Alabaster oder Kalkstein. Sein deutliches Anliegen war und ist die Verbindung von Kunst mit Natur. Dafür sucht und findet er eine typische Bildsprache im Spannungsfeld von Gewachsenem und Gebautem, von Organik und Konstruktion. Kunstkritiker formulieren, Henkel nutze für seine Darstellungen die skulpturalen Prinzipien Volumen, Raum, Licht und treibe sie weiter.

## Ehrungen
- 1971: Will-Lammert-Preis
- 1976: Kunstpreis der DDR
- 2007, 2008 und 2013: Brandenburgischer Kunstpreis

## Museen und öffentliche Sammlungen mit Werken Henkels (unvollständig)
- Berlin: Nationalgalerie
- Berlin: Berlinische Galerie
- Dresden: Kupferstichkabinett[4]
- Dresden: Skulpturensammlung[4]
- Dresden: Sächsischer Kunstfonds[4]
- Frankfurt/Oder: Brandenburgisches Landesmuseum für moderne Kunst
- Jena: Romantikerhaus
- Magdeburg: Kunstmuseum Kloster Unser Lieben Frauen
- Schwerin: Staatliches Museum Schwerin
- Stendal: Winckelmann-Museum[5]

## Henkels bildhauerische Arbeiten im öffentlichen Raum (Auswahl)
- 1966/69: Stele, Besitz: Bezirksamt Berlin-Friedrichshain, Bernhard-Rose-Schule, Singerstraße 87, Bronze u. Farbglas, Maße: 250 cm h
- 1976: Büste Karl Weierstraß, Besitz: Akademie der Wissenschaften Berlin, Mathematisches Institut, Bronze, Maße: 52 cm h. 2. Exemplar Universität Krakau/Polen
- 1978: Porträt Albert Einstein, Besitz: Gemeinde Caputh, Albert-Einstein-Schule, Bronze, Maße: 65,5 cm h 2. Exemplar, Jena, Karl-Schwarzschild-Observatorium, Gartenanlage
- 1981/83: Drei Porträts Deutscher Romantiker, Besitz: Rat der Stadt Jena, Romantikerhaus, Gartenanlage
1: Friedrich Schlegel, Maße: 66 cm h; 2: August Wilhelm Schlegel, Maße: 66 cm h; 3: Caroline Schlegel, Maße: 65 cm h, Bronze
- 1981: San Gimignano, Relief, Besitz: Rat der Stadt Chemnitz, Bronze, Maße: 66 cm × 105,5 cm
- 1983/85: Winckelmann-Ehrung, Besitz: Winckelmann-Museum Stendal, Innenhof 1. Relief, Maße: 260 cm × 220 cm, 2. Jüngling, Maße: 111 cm h, 3. Wandbrunnen, Maße: 118 × 74,5 cm h, Bronze
- 1988/89: Reliefgestaltung zu Physik und Elektronik (11 Reliefs), Besitz: Humboldt-Universität zu Berlin, Institut für Physik, Erster Standort: eh. Institutsgebäude Chauseestraße, Zweiter Standort: Lise-Meitner-Haus, Campus Adlershof, Bronze, teilweise vergoldet, auf Al-Grundplatte montiert (Maße: 120 cm × 441 cm), einzelne Reliefs variabel
- 1988: Biesenthaler Landschaftsfigur II., Besitz: Magdeburger Museen, Kloster Unser Lieben Frauen, Skulpturenpark Maße: 100 cm h, Bronze
- 1988: Große Strandfigur, Besitz: Magdeburger Museen, Kloster Unser Lieben Frauen, Skulpturenpark, Maße: 226 cm h, Bronze
- 1979: Metaphysik und Wirklichkeit in San Gimignano, Relief, Besitz: Rat der Stadt Schwedt (Oder), Stadtpark, Bronze, auf Marmorplatte, Maße: 52,5 × 61 cm
- 1980/81: Florentiner Loggia, Besitz: Rat der Stadt Schwedt, Stadtpark Bronze, auf Marmorplatte, Maße: 52 × 81 cm
- 1980/81: Konstantin der Große in Rom, Relief, Besitz: Rat der Stadt Schwedt, Stadtpark, Bronze, auf Marmorplatte, Maße: 59 × 59 cm
- 1988: Ruhendes Paar, Besitz: Bezirksamt Berlin-Hohenschönhausen, Bronze, Maße: 83 × 145 × 85 cm, zurzeit Burg Beeskow, Sammlung u. Dokumentationszentrum Kunst der DDR
- 1990/91: Große vegetative Landschaft, Besitz: Bezirksamt Pankow / Bürgerpark Pankow, Bronze, Maße: 120 × 200 × 128 cm
- 1994: Große Landschaftsfigur, Besitz: Bezirksamt Berlin / Volkspark Friedrichshain, Bronze, Maße: 180 cm hoch
- 2004: Quellbrunnen, Besitz: Rat der Stadt Bernau bei Berlin, Steintorplatz, schlesischer u. schwedischer Granit, Maße: 100 cm h, plastische Gestaltung 30 × 160 × 160 cm, Bodenplatte 240 cm × 240 cm

## Galerie

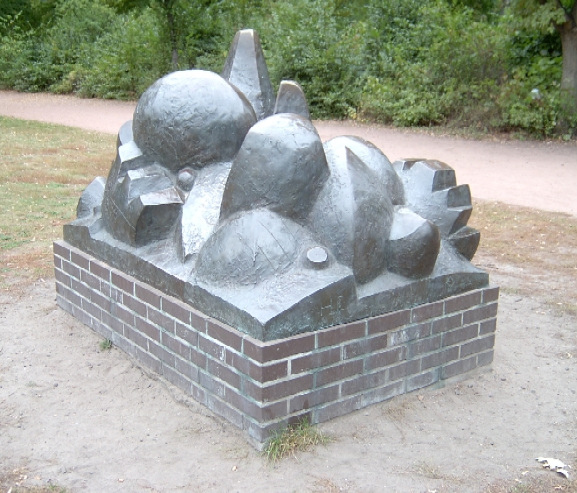
Vegetative Landschaft, Berlin
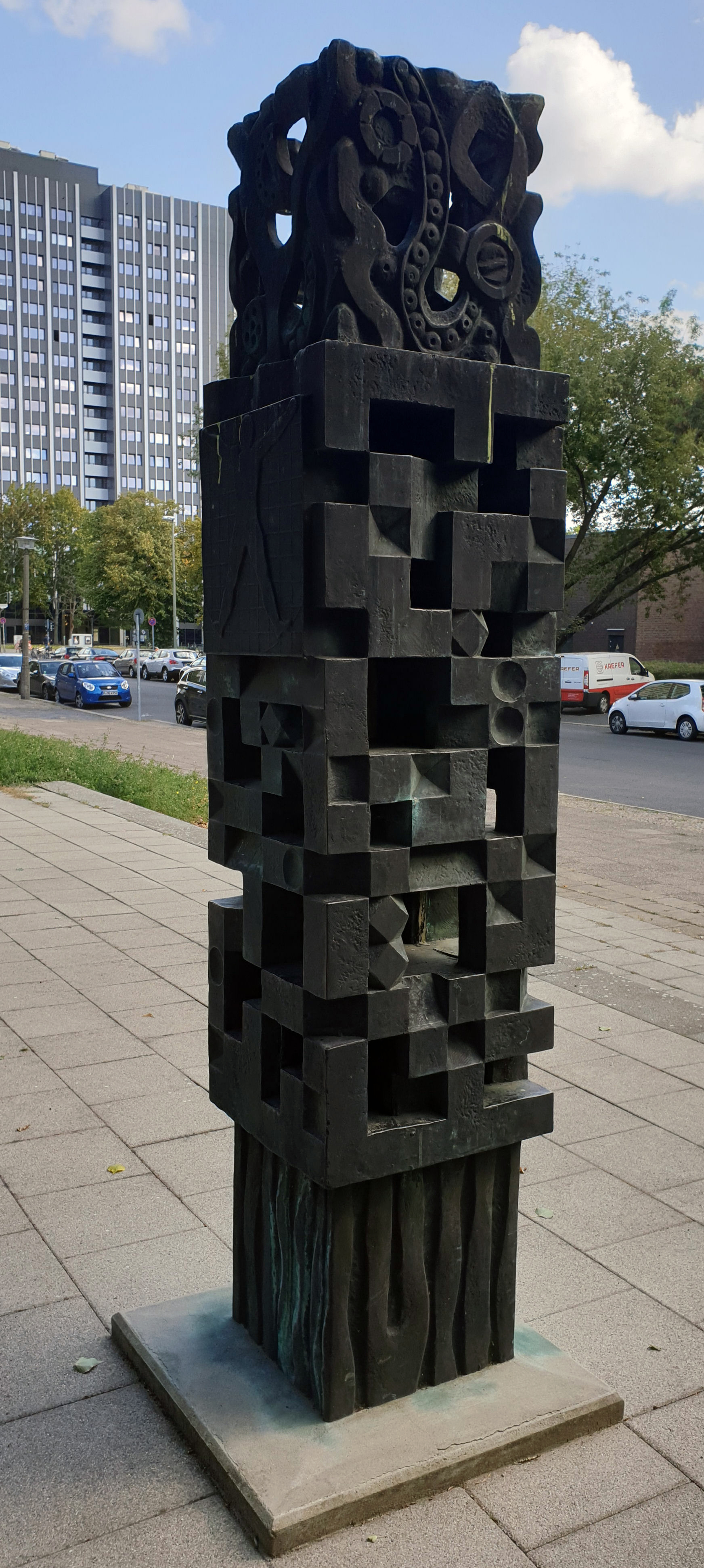
Polytechnisches Wissen, Berlin

## Ausstellungen (unvollständig)

### Einzelausstellungen
- 1968: Kunstkabinett Brandenburg
- 1975: Winckelmann-Museum, Stendal
- 1979: Akademie der Wissenschaften, Berlin
- 1983, Oktober: Galerie Zentralbuchhandlung, Wien[6]
- 1989: Winckelmann-Museum, Stendal
- 1990: Galerie der Stadt Bocholt, Bocholt (Münsterland), mit dem Grafiker Walter Herzog
- 1991: Galerie des Deutschen Künstlerbundes, Berlin, mit Horst Zickelbein
- 2003: Galerie Schloss Wiligrad, bei Schwerin, mit Zickelbein
- 2010: Dorfkirche Prenden, Brandenburg
- 2011/12: Kykladen, Galerie im Turm, Berlin-Friedrichshain
- 2016: EWE Kunstparkhaus, Strausberg-Berlin
- 2017: Kulturbahnhof Wiesental
- 2018: Galerie Degewo Remise, Berlin-Pankow
- 2019: Brandenburgisches Landesmuseum Cottbus

### Ausstellungsbeteiligungen
- 1960: Galerie KONKRET, Berlin
- 1961/62: Junge Künstler, Malerei, Grafik, Plastik, Akademie der Künste zu Berlin
- 1987/88: VI.-X. Kunstausstellung der DDR, Dresden
- 1971: 4. Biennale der Ostseestaaten, Rostock, Kunsthalle
- 1971: 1. Internationale Kleinplastik – Biennale, Budapest, Mücsarnok
- 1973: Will Lammert und Will–Lammert–Preisträger, Berlin
- 1976: V. Biennale der Handzeichnungen, Florenz, Palazzo Strozzi
- 1977: 14. Biennale für Freiplastik, Antwerpen, Middelheim
- 1980: Zehn Berliner Künstler, Erfurt, Galerie Am Fischmarkt
- 1982: 13. Internationale Kunstmesse ART, Basel
- 1987: 19. Biennale für Freiplastik, Antwerpen, Middelheim
- 1987/88: Bildhauerkunst aus der DDR, Bonn, München, Mannheim
- 1988: Mensch – Figur – Raum, Werke deutscher Bildhauer des 20. Jahrhunderts, Berlin, Nationalgalerie Berlin
- 1989: 4. Triennale Kleinplastik, Fellbach, Schwabenlandhalle
- 1990/91: Die Kunst der Collage in der DDR 1945–1990, Cottbus, Neubrandenburg, Rostock, Bottrop
- 1992: Aufforderung zum Tanz, Sammlung Ludwig, Oberhausen, Saarlouis, Leipzig
- 1992: Wege Deutscher Kunst, 40er bis 60er Jahre, Berlin, Alte Nationalgalerie
- 1992: Der Deutsche Künstlerbund in Aachen, 40. Jahresausstellung Aachen, Ludwigsforum f. internationale Kunst
- 1993: 4. Maisalon, Neuer Marstall (Berlin), Palais Schwerin
- 1995: Bildhauer in Deutschland, Augsburg, Zeughaus, Kunstverein
- 2003: Kunst der DDR, Neue Nationalgalerie, Staatliche Museen, Berlin
- 2006: Meisterschüler von Fritz Cremer, zum 100. Geburtstag von Fritz Cremer, Galerie am Gendarmenmarkt, Berlin
- 2006/07: Zwiegespräch, Künstler sehen Kunst, Galerie Parterre, Berlin
- 2019: Schlosskirche Plastikgalerie Neustrelitz